# Bezrobocie sezonowe
Bezrobocie sezonowe – rodzaj bezrobocia, który jest uwarunkowany porą roku i związanymi z nią zmianami pogodowymi, wegetacji roślin itp. Występuje w zakładach pracy sezonowej np. w budownictwie, rolnictwie i innych. Sezonowy charakter ma również bezrobocie absolwentów, których wejście na rynek pracy dokonuje się stopniowo i jest związane z terminem zakończenia nauki w szkołach. Wynika również z sezonowości produkcji w niektórych dziedzinach gospodarki, uzależnionych od warunków klimatycznych.